# Port Matilda
Port Matilda est un borough situé au sud du comté de Centre, en Pennsylvanie, aux États-Unis,. En 2010, il comptait une population de 606 habitants.

## Démographie
Lors du recensement de 2010, le borough comptait une population de 606 habitants. Elle est estimée, en 2019, à 683 habitants.

### Source de la traduction
- (en) Cet article est partiellement ou en totalité issu de l’article de Wikipédia en anglais intitulé « Port Matilda, Pennsylvania » (voir la liste des auteurs).